# توسویک
توسویک (به لاتین: Tusvik) یک منطقهٔ مسکونی در نروژ است که در Sunnmøre واقع شده‌است.

## خصوصیات
توسویک ۶۰ متر بالاتر از سطح دریا واقع شده‌است.